# Torrazza Coste
Torrazza Coste är en ort och kommun i provinsen Pavia i regionen Lombardiet i Italien. Kommunen hade 1 623 invånare (2018).